# Venturia porteri
Venturia porteri är en stekelart som först beskrevs av Juan Brèthes 1913.  Venturia porteri ingår i släktet Venturia och familjen brokparasitsteklar. Inga underarter finns listade i Catalogue of Life.